# ناپدید شدن (فیلم انگلیسی ۲۰۱۸)
ناپدید شدن (به انگلیسی: The Vanishing) فیلمی محصول سال ۲۰۱۸ و به کارگردانی کریستوفر نیهولم است. در این فیلم بازیگرانی همچون جرارد باتلر، پیتر مولان، کانر سوییندلز، اولافور داری اولافسون، سورن مالینگ و گری لوئیس ایفای نقش کرده‌اند.